# Keith Carlock
Pour les articles homonymes, voir Carlock.
Keith Carlock, né en 1971 à Clinton, dans le Mississippi (États-Unis), est un batteur américain. Il est connu pour ses nombreuses collaborations et tournées avec des artistes rock internationaux tels que Sting, Diana Ross ou encore Toto. Il est le batteur de scène du groupe Steely Dan depuis le début des années 2000.

## Biographie
Originaire du Mississippi, Carlock commence la batterie à l'âge de cinq ans. Au lycée, il rejoint le groupe de jazz, où il joue de la batterie et des percussions. Il prend des leçons avec George Lawrence, puis avec Quinous Johnson, qui lui donnent des influences jazz et fusion. Il entame sa carrière musicale dans les années 1990. Il collabore notamment avec Steely Dan, avec lequel il enregistre l'album Two Against Nature entre 1997 et 1999. Le disque remporte quatre Grammy Awards en 2000. Il est leur batteur sur scène depuis lors, pour de nombreuses tournées, jusqu'au dernier concert de Steely Dan avec Walter Becker le 27 mai 2017, avant le décès de ce dernier le 3 septembre, mais son partenaire Donald Fagen a annoncé qu'il « garderait vivante la musique » qu'ils ont créée ensemble, « aussi longtemps que je le pourrai avec le groupe Steely Dan .
Par ailleurs, au cours des années 2000, le batteur multiplie les collaborations, notamment en tournée avec d'autres artistes tels que Leni Stern, Oz Noy, Diana Ross,  John Mayer, Faith Hill, Wayne Krantz ou encore Mike Stern. En 2003, Carlock est contacté par Sting pour effectuer une tournée d'un an et demi. En 2014, il remplace Simon Phillips au sein du groupe de rock progressif Toto, avec lequel il enregistre l'album Toto XIV, sorti en mars 2015.